# Jonathan Bennett
Jonathan Bennett, född 10 juni 1981 i Rossford i Wood County, Ohio, är en amerikansk skådespelare. Han fick sitt genombrott i rollen som J.R. Chandler i såpan All My Children där han medverkade mellan 2001 och 2002. Efter detta har han gjort ett antal gästframträdanden i andra tv-serier (bl.a. Veronica Mars) och ett antal filmer.

## Filmografi i urval
- 2001–2002 – All My Children (TV-serie)
- 2004 – Mean Girls
- 2004–2005 – Veronica Mars (TV-serie)
- 2005 – Fullt hus igen
- 2007 – Temptation Island
- 2009 – Van Wilder: Freshman Year
- 2018 – The Last Sharknado: It's About Time